# Garchizy
Garchizy is een gemeente in het Franse departement Nièvre (regio Bourgogne-Franche-Comté). De gemeente telde 3.666 inwoners op 1 januari 2022. De plaats maakt deel uit van het arrondissement Nevers.
In de gemeente is een fabriek van Arquus, waar gepantserde voertuigen worden gemaakt.

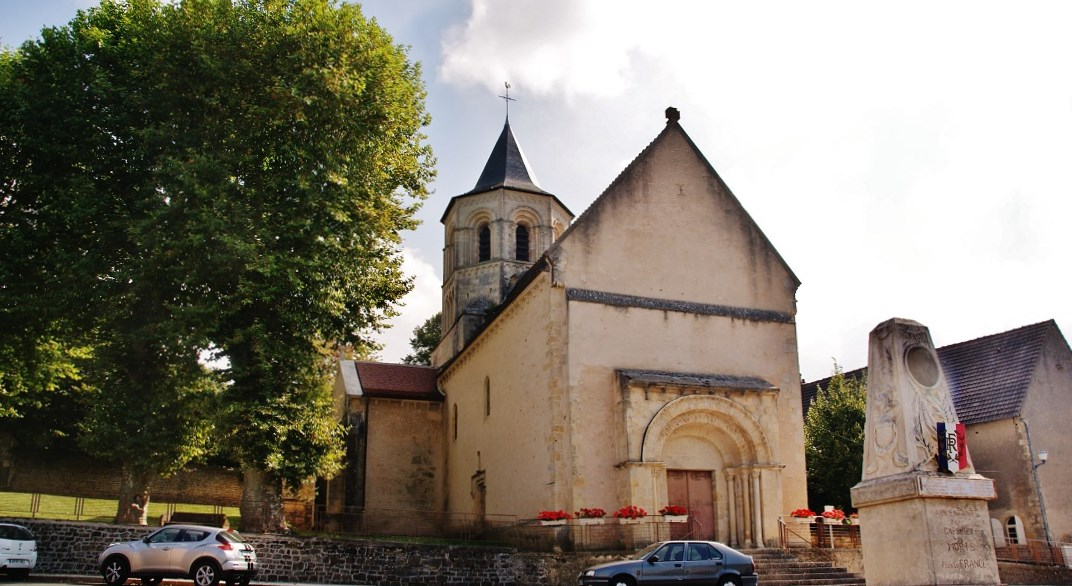
Romaanse kerk van Garchizy
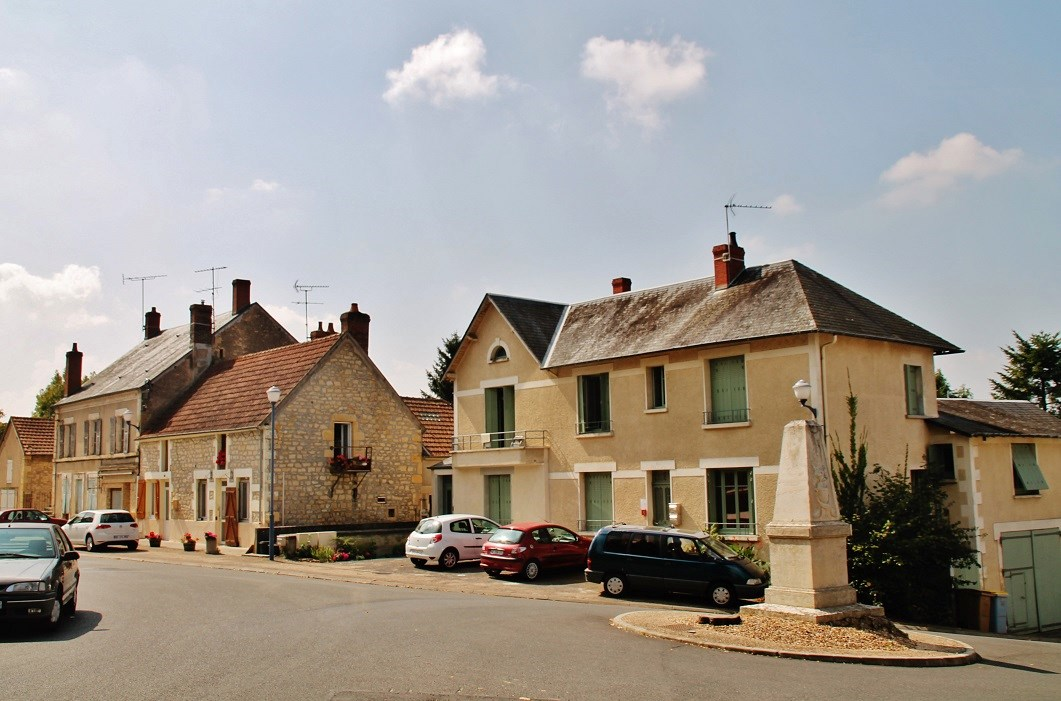
Dorpscentrum

## Geschiedenis
In 1061 werd de Saint-Martinkerk van Garchizy parochiekerk. Na de Franse Revolutie werden de parochies Garchizy, Azy en Parzy gegroepeerd in de gemeente Garchizy. Dit waren alle landbouwdorpen waar aan wijnbouw werd gedaan. Hieraan kwam een einde in de tweede helft van de negentiende eeuw door plaag van de druifluis. Ten zuiden van het dorpscentrum, in het gehucht Fourchambault, kwam er in de negentiende eeuw industrie. De Forges Boigues stelden veel arbeiders tewerk in hun hoogovens en de bevolking van de gemeente groeide sterk. De gemeente verloor in 1855 een deel van haar territorium bij de oprichting van de nieuwe gemeente Fourchambault.

## Geografie
De oppervlakte van Garchizy bedroeg op 1 januari 2022 16,42 vierkante kilometer; de bevolkingsdichtheid was toen 223,3 inwoners per km². De gemeente ligt op een plateau dat in het westen afhelt naar de vallei van de Loire. Die rivier vormt de westelijke grens van de gemeente. Naast het centrum van Garchizy zijn er de gehuchten Parzy en Azy.
De onderstaande kaart toont de ligging van Garchizy met de belangrijkste infrastructuur en aangrenzende gemeenten.

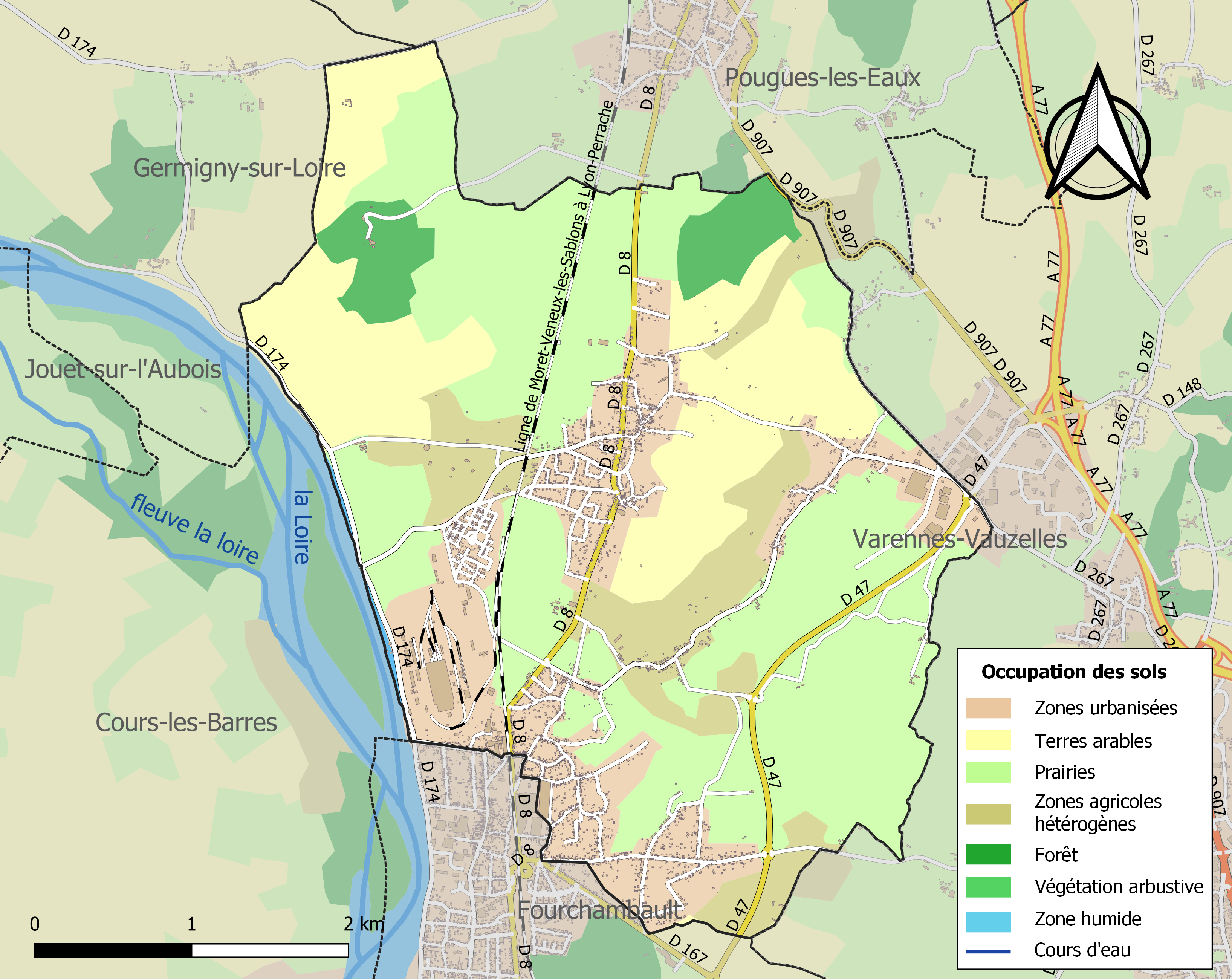

## Demografie
Onderstaande figuur toont het verloop van het inwonertal (bron: INSEE-tellingen).